# おぎやはぎのクルマびいき
『TOYOTA presents おぎやはぎのクルマびいき』（トヨタ プレゼンツ おぎやはぎのクルマびいき）とは、トヨタの単独提供によるTBSラジオ制作のトーク番組。おぎやはぎ（小木博明・矢作兼）の冠番組でもある。
TBSラジオでは、2013年4月7日から2022年3月26日まで毎週土曜日に放送。他のJRN基幹局でも、当日の時差ネットか、翌日への遅れネット方式で放送されていた。

## 概要
「無類の自動車好き」として知られるおぎやはぎの2人が、自動車やドライブなどにまつわるテーマと、トヨタの販売員（2014年夏以降は、当番組を内包する親番組にレギュラー出演しているTBSアナウンサー（TBS所属の女性アナウンサー）から来た新車PRへのアイディアを考えながらトークを繰り広げていた。
編成上は『辻よしなりの「週末アソビナビ」』からトヨタの単独提供・JRNネット番組枠を引き継いでいたが、同番組と違って、ネット局を主要都市圏の基幹7局に限定。上記のトークを収録したうえで15分番組として編集していたため、TBSと一部のネット局では、自社で制作する生ワイド番組に箱番組（1コーナー）扱いで内包していた。
当番組の終了をもって、トヨタの単独提供・JRNネット番組枠は消滅した。なお、2022年4月3日より日曜朝のJRNネット番組『地方創生プログラム ONE-J』に、トヨタが他社と共に番組スポンサーに就いている（大阪地区はMBSラジオがネット）。

## パーソナリティ
- おぎやはぎ
  - 小木博明
  - 矢作兼
- 外山惠理（TBSアナウンサー）（2014年7月5日[4] - 2015年9月26日）
- 出水麻衣（TBSアナウンサー）（2015年10月3日 - 2022年3月26日）

## ネット局
| 放送局            | 対象地域   | 放送日時             | 備考                                                           |
| ----------------- | ---------- | -------------------- | -------------------------------------------------------------- |
| TBSラジオ         | 関東広域圏 | 土曜 12:12頃 - 12:25 | 制作局、『土曜ワイドラジオTOKYO ナイツのちゃきちゃき大放送』内 |
| RKB毎日放送       | 福岡県     | 土曜 10:32 - 10:47   | 2019年4月6日から左記の時刻に放送。『電リクじゃんけん』内       |
| 北海道放送（HBC） | 北海道     | 土曜 11:25 - 11:40   | 『美香と香菜子のおさんぽ土曜日』内                             |
| 中国放送（RCC）   | 広島県     | 土曜 11:30 - 11:45   |                                                                |
| CBCラジオ         | 中京広域圏 | 土曜 11:40 - 11:55   | [ 9 ] [ 10 ]                                                   |
| ABCラジオ         | 関西広域圏 | 土曜 12:00 - 12:15   | [ 11 ]                                                         |
| 東北放送（TBC）   | 宮城県     | 日曜 10:00 - 10:15   | [ 12 ]                                                         |
| 静岡放送（SBS）   | 静岡県     | 日曜 10:30 - 10:45   | [ 13 ]                                                         |